# 東富田村
東富田村（ひがしとんだむら）は、和歌山県西牟婁郡にあった村。現在の白浜町の北西部、富田川の河口左岸から紀勢本線・椿駅の周辺にかけての区域にあたる。

## 地理
- 海洋：太平洋
- 島嶼：離島、大赤島、ほうらい島
- 岬：メズロノ鼻、袋崎、佐兵衛ノ鼻、見草崎、黒崎、烽火ノ鼻、番所崎、仏崎
- 山岳：近塔山、やはす山、塩津山
- 河川：富田川

## 歴史
- 1889年（明治22年）4月1日 - 町村制の施行により、十九淵村、富田村及び朝来帰村の区域をもって、東富田村が発足する。
- 1943年（昭和18年）3月14日 - 十九淵から出火。七川村から出火した山火事と重なり10か村の計14,000町歩を焼失。戦前最大規模の山火事となる[1]。
- 1956年（昭和31年）9月30日 - 北富田村及び東富田村が合併して、富田村が発足する。

## 交通

### 鉄道路線
- 日本国有鉄道
  - 紀勢西線（現・紀勢本線）
    - 紀伊椿駅（現・椿駅）

### 道路
- 国道170号（現・国道42号）

## 名所・旧跡・観光スポット・祭事・催事
- 椿温泉